# Fischen (Kartenspiel)
Fischen ist ein Kartenspiel des Spieleautors Friedemann Friese, das 2024 in Frieses eigenem Verlag 2F-Spiele erschienen ist. Es kombiniert Prinzipien eines Stichspiels mit Deck-Building und Elemente eines Legacy-Spieles miteinander. Das Spiel wird in Japan, Frankreich, Spanien und den USA unter Lizenz verlegt.

## Idee und Ausstattung
Die drei bis fünf Mitspielenden gehen als Fischerinnen mit ihren Booten auf großen Fang. Gefangen werden Karten mittels Stichen, die nicht abgelegt werden, sondern als Handkarten der nächsten Runde dienen (Deck-Building). Ab der zweiten Runde haben Mitspielende, die bisher schwächer abgeschnitten haben, die Gelegenheit neue, mächtigere Karten vom Nachziehstapel zu bekommen.
Die Schachtel enthält je fünf Fischerinnen- und Boots-Karten, die die Ablage der Mitspielenden bilden, sowie je eine Spielübersicht pro Person. Drei Runden- und eine Anzeige-Karte dienen der Übersicht über den Spielfortgang. 40 Startkarten in vier Farben mit den Werten eins bis zehn, sowie 60 erst später ins Spiel kommende Karten in den vier Farben (11–18), einer Trumpf-Farbe (1–16) sowie Sonderkarten mit Stich-Effekten. In der Ausgabe für den deutschen Markt liegen Anleitungen in deutscher und englischer Sprache bei. Die Anleitung zeigt auf der Vorderseite nur die notwendigen Informationen für Vorbereitung, Aufbau und die erste Runde; die Deck-Building- und Legacy-Elemente werden erst auf der Rückseite vorgestellt, die man beim ersten Spiel erst lesen soll, wenn die erste Runde abgeschlossen ist.
Die von Maren Rache gestalteten Karten zeigen auf den Farben gelb, rot, türkis und lila Seepferdchen, Krabben, Kraken und Möwen in comicartiger Bildsprache, die grünen Trumpf-Karten einen stilisierten Fisch. Die Effekt-Karten sind durch die Farbe grau und eine Boje markiert.

## Spielablauf
Für drei oder vier Mitspielende werden die niedrigsten Karten aussortiert und anschließend alle verbliebenen Startkarten verteilt. Die Rundenanzeige gibt jeweils an, wie viele Karten pro Person ausgegeben werden. Anschließend folgt eine Stichrunde nach den herkömmlichen Regeln: Es gilt Farbzwang, hat man die zuerst ausgespielte Farbe nicht auf der Hand, kann man eine anders farbige Karte abwerfen. Mittels Stich gewonnene Karten werden auf der Fischerinnen-Karte abgelegt. Nach dem Ende jeder Runde werden diese Karten gemischt und verdeckt auf der Boots-Karte abgelegt. Jede so gewonnene Karte gibt einen Punkt, die für die Mitspielenden notiert werden. Der Rundenzähler gibt an, wie viele Karten für die nächste Runde aufgenommen werden. Hat man nicht genug Karten dafür gewonnen, zieht man vom Meeresstapel nach, wodurch höherwertige Karten der vier Farben, Trümpfe und die Sonderkarten ins Spiel kommen.
Mit den Trumpf- und Sonderkarten erweitern sich die Optionen. Mitspielende, die die ausgespielte Karte nicht auf der Hand haben, dürfen statt abzuwerfen auch mit einem Trumpf stechen. Für die vier Farben und Trumpf steht auch je eine Karte mit Null-Wert ins Spiel, wird sie gespielt, werden ihr diesen Stich zwar nicht gewinnen, dürft aber eine Karte des Stichs auswählen und auf eurer Fischerin ablegen. Die grauen Sonderkarten mit Bojen können jederzeit gespielt werden, anstatt eine Farbe zuzugeben. Sie wirken sich entweder am Ende des laufenden Stichs oder für den nächsten aus.
Unter den Sonderfunktionen sind solche, durch die nicht der eigentliche Gewinner eines Stichs alle Karten erhält, sondern sie von der Person mit der Sonderkarte „gefangen“ werden, alle Mitspielenden je eine Karte an die Person links von ihnen abgeben, eine Karte mit 3 Minus-Punkten, die Initiative für den nächsten Stich wechselt, die Farbe nicht durch die erste Karte, sondern durch die Person mit der Sonderkarte im letzten Stich bestimmt wird oder nicht der höchste, sondern der niedrigste Wert gewinnt.

## Zielgruppe und Spielprinzip
3–5 Mitspielende ab 8 Jahren die einen Faible für Stichspiele mit Kniff haben, finden hier über 8 Runden zusammen.
Das Spielprinzip ist im Grunde relativ einfach. Fischen ist ein „erweitertes“ innovatives Stichspiel mit Deckbuilding-Funktion und einem Quäntchen UNO-Spannung. Mit Karten aus dem Anfangsstapel wird die erste Runde mit Kartenwerten von 1 bis 10 gespielt. Der Nachziehstapel kommt ab Runde 2 in Spiel und bringt dann den Deckbuilding-Faktor, das Quäntchen UNO-Spannung und höhere Zahlen bis 18 mit ins Spiel. Jeder Stich erweitert hier das eigene Kartendeck und somit auch den jeweils mitspielereigenen Ablagestapel aus dem die Handkarten für die jeweils nächste Runde gezogen werden. Trotzdem spielt der Zufall hier eine große Rolle, denn der Ablagestapel wird nach jeder Runde neu gemischt und verdeckt gezogen. Hat man mehr Karten auf dem Ablagestapel als benötigt werden, so bleiben unter Umständen Karten mit hohen Werten dort liegen. Hat man weniger Karten auf dem Ablagestapel als benötigt, zieht man vom Nachziehstapel dazu.
Ab Runde 2 kommen dann aus dem Nachziehstapel nicht nur die höheren Zahlenkarten ins Spiel. Sonderkarten wie z. B. Trumpfkarten, „Alle anderen Karten fangen“-Karten, „Minus-3-Punkte“-Karten und andere dazu und bringen den Twist auf den Spieltisch. Ähnlich wie bei anderen Kartenspielen (z. B. UNO) gibt es hier Karten die einem selbst oder den Mitspielenden sowohl unterstützend als auch hinderlich sein können. Die Länge der Spielrunden wird zunehmend länger, da immer mehr Karten und vor allem mehr Sonderkarten ins Spiel kommen. Gerade dieser Zeit-Faktor kann für manch einen Mitspielenden „Fischen“ mehr zum langen Hochsee-Angel-Trip „mit Flautetagen“ machen, was Stärke und Schwäche des Spiels zugleich sein kann.
Die Punkte der Stiche werden nach jeder Runde gezählt. Wer in der einen Runde die höchsten Stiche gemacht hat, kann in der nächsten Runde nur wenige bis gar keine Stiche machen. Alles hängt davon ab was jeder Mitspielende zu Beginn der Runde von seinem eigenen Ablagestapel auf die Hand zieht. Der Mitspielende mit der geringsten Punktzahl beginnt jeweils die Runde und wer am Ende von Runde 8 die meisten Punkte hat, der gewinnt das Spiel.
Fazit der Rezension auf H@ll9000: „Wer mit dem großen Glücks- und Chaosfaktor gut leben kann, wird mit einem innovativen Stichspiel belohnt. Spieler, die lieber etwas mehr Einfluss haben und planen wollen, haben hingegen weniger Spaß.“